# Instituto de Astrofísica de Canarias
Das Instituto de Astrofísica de Canarias (deutsch: Institut für Astrophysik der Kanaren) ist ein astrophysikalisches Forschungsinstitut auf den Kanarischen Inseln. Es setzt sich aus den folgenden Bereichen zusammen:

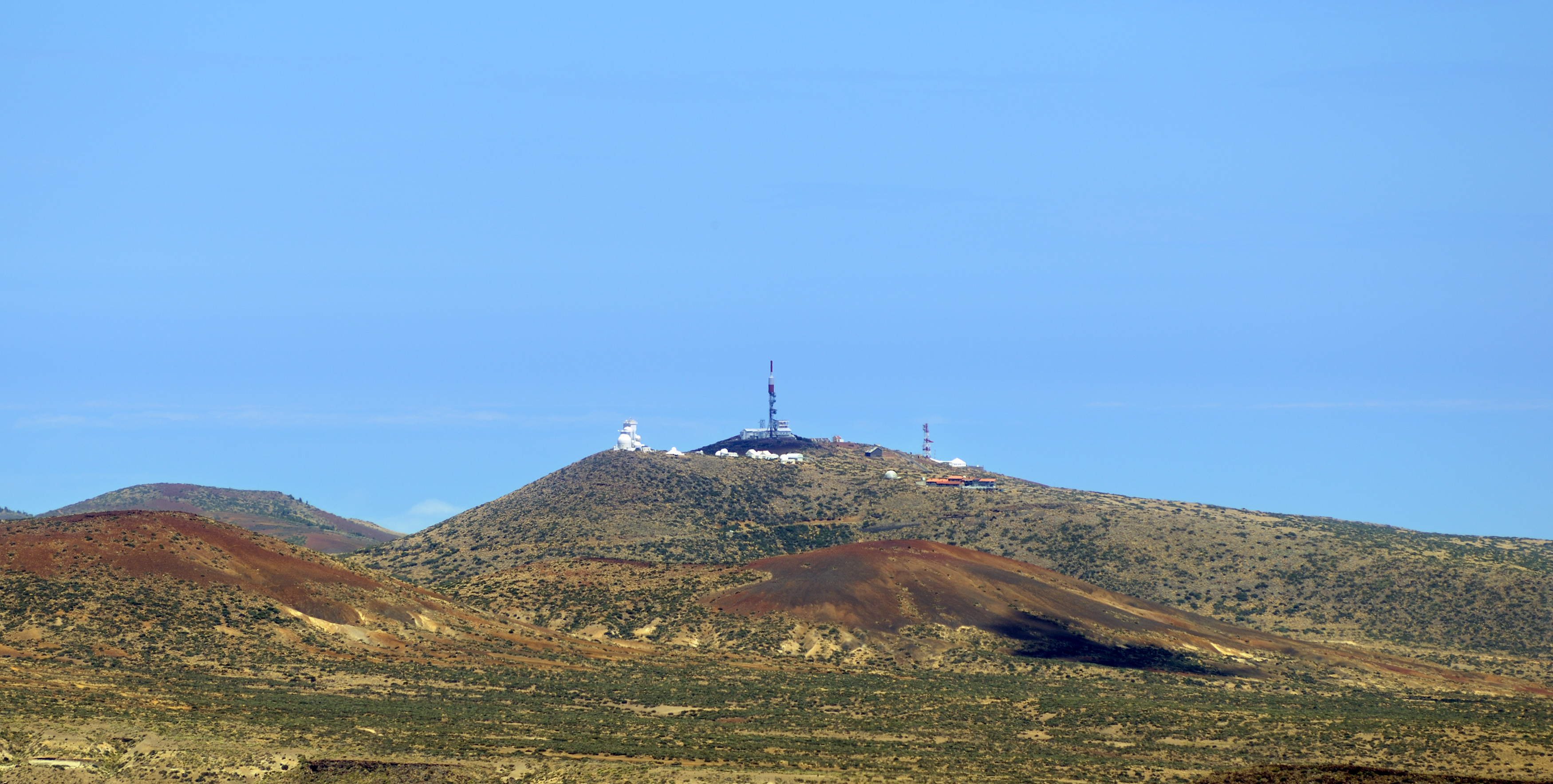
Observatorium am Teide

## Forschungseinheiten

### Astrophysikalisches Forschungsinstitut
Dies ist der Hauptbereich des Instituts in San Cristóbal de La Laguna, Teneriffa, der den größten Teil der Forschungstechnik, die Verwaltung sowie die Büros der Wissenschaftler beherbergt.

### Observatorium am Teide
Das Observatorio del Teide auf Teneriffa in 2400 msnm Höhe, das vor allem die Sonnenteleskope GREGOR, VTT, und THEMIS, sowie eine Vielzahl kleinerer Nachtteleskope und Experimente zusammenfasst.

### Observatorium auf dem Roque de los Muchachos
Das Roque-de-los-Muchachos-Observatorium befindet sich auf der Nachbarinsel La Palma in der Gemeinde Garafía und beherbergt die großen Nachtteleskope sowie die Sonnenteleskope SST und DOT. Das Observatorium befindet sich auf einer Höhe von über 2400 msnm. Es wurde 1985 eingeführt und ist die größte Konzentration von Teleskopen in der Nordhemisphäre.

## Geschichte
Der Observatorio del Teide wurde 1959 gegründet und das erste Fernrohr 1964 dank Unterstützung der Universität Bordeaux installiert. 1975 wurde das Instituto de Astrofísica de Canarias durch den Instituto de Astrofísica, als ein Teil der Universität von La Laguna gegründet. 1979 schloss Spanien den Vertrag zur Zusammenarbeit in der Astrophysik mit Dänemark, Schweden und dem Vereinigten Königreich, um moderne Fernrohre zu den Sternwarten zu bringen, diese Kooperation wird als European Northern Observatory bezeichnet.
1982 ging das IAC eine Partnerschaft, unterstützt von der Regierung der Autonomen Gemeinschaft der Kanarischen Inseln, mit der Universität von La Laguna und dem Zentrum der Wissenschaftlichen Forschung ein. Das Observatorio del Roque de los Muchachos wurde mit den ersten Fernrohren ausgestattet. Nach und nach schlossen sich Belgien, Deutschland, Frankreich, Italien und Norwegen der Abmachungen an. 1985 fand die offizielle Einweihung des IAC statt.
Anfang der 1990er Jahre entwickelte und baute Spanien das erste Teleskop, das IAC-80. 1994 wurde eine Vereinbarung über die Installation eines Teleskops mit der Europäischen Weltraumorganisation (ESA) im Observatorio del Teide  getroffen. 2000 wurde Land in Breña Baja (Santa Cruz de Tenerife) für das Centro Común de Astrofísica en la Palma (CALP) erworben, das der Insel eine bessere Infrastruktur brachte, um die Sternwarte gut zu erreichen.
1994 wurde die Gesellschaft Grantecan S.A. für das Gran Telescopio Canarias mit Unterstützung der Regierungen der Kanarischen Inseln und Spaniens gegründet.

## Einige wichtige Entdeckungen des IAC
- 1992 – erstes mögliches Schwarze Loch in unserer Milchstraße
- 1995 – erster Brauner Zwerg, „Teide 1“ in den Plejaden
- 2001 – Schwarzes Loch in der Nähe unserer Milchstraße

## Ehrenpräsident
Im Jahr 2016 wurde der englische Wissenschaftler Stephen Hawking zum Honorarprofessor des Instituto de Astrofísica de Canarias ernannt.